# Samuel Story
Samuel Story (Maasbommel, 2 oktober 1752 - Kleef, 8 januari 1811) was een schout-bij-nacht van de Nederlandse vloot ten tijde van de Bataafse Republiek, een vazalstaat van revolutionair Frankrijk. Hij had het bevel over een eskader dat zich zonder slag of stoot overgaf aan de Britse vloot tijdens het Vlieter-incident in 1799. Story werd hiervoor in 1804 uit Nederland verbannen. Hij stierf in ballingschap in Pruisen.

## Jonge jaren
Story ging in 1770 in dienst bij de vloot van de Admiraliteit van Rotterdam. Op 5 juli 1774 werd hij luitenant aan boord van de Orangezaal (20 stuks kanonnen). In 1781 kreeg hij zijn eerste bevel, als kapitein van een fregat, de Jason (36 stuks). Hij werd in 1793 benoemd tot kapitein van het fregat Pollux in Hellevoetsluis.

## De omwenteling van 1795
Tijdens de strenge winter van 1794/1795 bevroor de Maas en bleven de Nederlandse oorlogsschepen in Hellevoetsluis vastzitten in het ijs. Story's bevelhebber, vice-admiraal Pieter Melvill van Carnbee, benoemde Story tot commandant van de marinebasis van Hellevoetsluis en het daar gevestigde eskader. Franse troepen onder bevel van generaal Jean-Charles Pichegru vielen de republiek binnen en staken met gemak de bevroren rivieren over. De opperbevelhebber van de vloot, luitenant-admiraal Jan Hendrik van Kinsbergen, gaf bevel aan Story om geen tegenstand aan de Fransen te bieden. Op 3 januari 1795 zette hij 600 Franse krijgsgevangenen vrij die in zijn marinebasis in Hellevoetsluis gevangen zaten, en bewapende ze. Zo kon hij de basis veiligstellen voor de Bataafse Republiek die kort daarna werd uitgeroepen.
Inspectie OorlogsvlootDe nieuwe regering gaf Story in februari 1795 de leiding over een commissie om de huidige staat van de Nederlandse oorlogsvloot te inspecteren om zo mogelijke verwaarlozing door het vorige regime boven water te krijgen. Deze Commissie tot Onderzoek van de Toestand van het Materieel van de Admiraliteit presenteerde haar rapport op 27 mei 1795. De conclusie van de commissie was dat de vloot in erbarmelijke staat was. Dit vormde de aanleiding voor een omvangrijk programma in 1796 om de vloot weer op te bouwen.

## De Slag bij Camperduin
De nieuwe vloot beleefde haar vuurproef in de Zeeslag bij Camperduin in 1797. Tijdens deze zeeslag diende Story als schout-bij-nacht aan boord van het linieschip Staten-Generaal (74 stuks kanonnen) en had het commando over de Bataafse fregatten.
Op 5 oktober 1797 kreeg vice–admiraal de Winter opdracht om met ’s Lands vloot zee te kiezen daar de Engelse vloot op de Noordzee kruiste. Hij voer op 7 oktober uit en onderschepte op 8 oktober de eerste Engelse schepen, waarna het op 11 oktober bij Kijkduin tot een treffen kwam. De slag werd door de Engelse admiraal Duncan gewonnen, admiraal De Winter werd hierbij gevangen genomen. Schout-bij-nacht Story, voerde het bevel op de ‘Staten Generaal’, die tijdens het gevecht in brand geraakte. De brand werd geblust, maar het schip was beneden de wind gekomen en nam daarna geen deel meer aan het gevecht. Op 12 oktober 1797 wist Story weer contact te maken met de overgebleven schepen van het Bataafse eskader om gezamenlijk naar Texel te zeilen. Het werd Story verweten dat hij na het blussen van de brand aan boord van zijn schip zich afzijdig hield van het gevecht. Het voorval werd ook genoemd als een van de oorzaken, dat de Nederlanders de zeeslag verloren.

## Het Vlieter-incident
In 1798 werd de Bataafse Republiek door haar Franse bondgenoot verzocht om deel te nemen aan een militaire expeditie ter ondersteuning van de Ierse opstand van 1798. Een Bataafs eskader onder bevel van Story werd gevormd nabij Texel. Toen er een streep gezet werd door de Nederlandse bijdrage aan de expeditie van Ierland, kreeg het eskader een nieuwe bestemming. Op verzoek van het Comité tot de zaken van de Oost-Indische handel en bezittingen (de opvolger van de in 1798 opgeheven VOC) zouden de schepen naar Oost-Indië gestuurd worden om een expeditie van 5000 soldaten onder bevel van generaal Daendels te escorteren. Story kreeg hierbij de tijdelijke rang van viceadmiraal en de Washington als vlaggenschip. Het geheel stond onder opperbevel van de luitenant-generaal Daendels, dit tot groot misnoegen van Story die zijn beklag deed bij het Comité tot Zaken van Marine, met de mededeling dat hij niet onder het commando van Daendels wenste te staan. De expeditie ging echter niet door wegens aanhoudende geruchten in de zomer van 1799 dat een Brits-Russische inval in de Bataafse Republiek op handen was (en in besloten stukken is ook iets terug te vinden over geldtekorten).
Toen de Brits-Russische landing in augustus 1799 daadwerkelijk plaatsvond bij Callantsoog had Story nog steeds het bevel over het eskader, dat bij Den Helder voor anker lag. Aan boord van zijn schepen brak muiterij uit, geleid door een aantal Oranjegezinde officieren. De Britten gaven Story een uur om de oranje stadhoudersvlag te hijsen, anders zou zijn eskader aangevallen worden.
Over wat hierna zou volgen zijn de meningen verschillend want in de stukken komen twee verschillende versies naar voren wat betreft de gang van zaken:
(De tweede versie lijkt te zijn voortgekomen uit "de verantwoording" door S. Storij)
1) Overgave door Story zelf.Toen de Brits-Russische landing in augustus 1799 daadwerkelijk plaatsvond bij Callantsoog had Story nog steeds het bevel over het eskader, dat bij Den Helder voor anker lag. Aan boord van zijn schepen brak muiterij uit, geleid door een aantal Oranjegezinde officieren. De Britten gaven Story een uur om de oranje stadhoudersvlag te hijsen, anders zou zijn eskader aangevallen worden. Story zag geen andere mogelijkheid dan zich zonder slag of stoot over te geven aan de Britten.
2) Overgave op bevel van de Agent Der Marine Jacob Spoors.Op 19 augustus 1799 verscheen de Engelse vloot voor de Noord-Hollandse kust, die zich op 20 augustus bij het eskader van de admiraal Duncan voegde ter hoogte van Texel, waar zich ook de opperbevelhebber van het Bataafse eskader, de schout-bij-nacht Story, op het schip Washington bevond. Story heeft zich daar juist op bevel van de Agent van Marine, Jacob Spoors met het hele eskader moeten terug trekken op de 'Vlieter'.

## Veroordeling en verbanning
Na de capitulatie werd hij als krijgsgevangene naar Engeland gebracht. Hij kwam pas weer op vrije voeten na de Vrede van Amiens in 1802. Als loyaal aanhanger van de patriotten voelde hij zich in Engeland, anders dan zijn Oranjegezinde collega's, niet welkom. De Bataafse regering had hem ondertussen in absentia veroordeeld. Hij durfde niet terug te keren naar Nederland en probeerde zijn verdediging vanuit het buitenland te regelen. In oktober 1802 vertrok hij naar de Duitse stad Bremen.
De Hoge Militaire Vierschaar (het militair hooggerechtshof in de Bataafse tijd) veroordeelde hem op 16 januari 1804 voor plichtsverzuim. Hij kreeg oneervol ontslag en werd levenslang verbannen, op straffe van onthoofding.  Twee van hen; Lucas en Story werden in die functie het slachtoffer van de Britse maritieme overmacht. Beiden werden volgens hun zeggen gedwongen hun eskader over te geven aan de Britten, te weten Lucas in 1796 en Story in 1797 Na dit strenge vonnis stond de rest van Story zijn leven in het teken van pogingen om het vonnis ongedaan te maken en zijn eer en goede naam te herstellen. In 1805 publiceerde hij een, deels autobiografisch, boek (de Verantwoording ) waarin hij zijn verdediging uiteenzette. Het lukte hem echter niet het vonnis teruggedraaid te krijgen; hij overleed in op 11 januari 1811 in de Duitse stad Kleef "aan de gevolgen der waterzucht", drie jaar voor het herstel van het Huis van Oranje-Nassau. Andere "muiters", zoals Theodorus Frederik van Capellen, werden wel gerehabiliteerd door koning Willem I.